# Esfingomielina

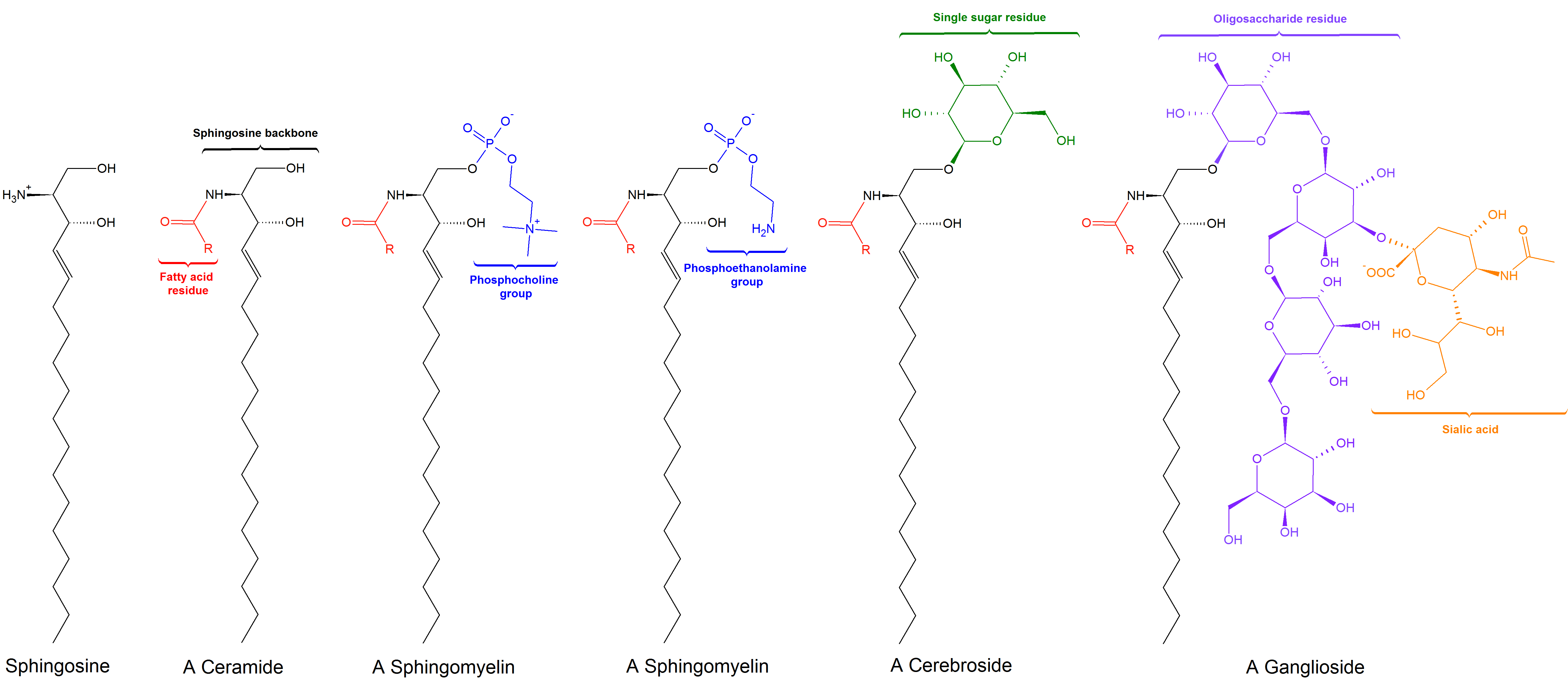
Estruturas gerais de esfingolipídios

Esfingomielina (abreviada na literatura em inglês como SPH, de sphingomyelin, ˌsfɪŋɡoˈmaɪəlɪn) é um tipo de esfingolipídio encontrado em membranas celulares animais, especialmente na membranous bainha de mielina membranosa que envolve alguns axônios de células nervosas. Geralmente consiste em fosfocolina e ceramida, ou um grupo de cabeça fosfoetanolamina; portanto, as esfingomielinas também podem ser classificadas como esfingofosfolipídios.  Em humanos, SPH representa ~85% de todos os esfingolipídios e, normalmente, compõe 10–20 mol % dos lipídios da membrana plasmática. 
A esfingomielina foi isolada pela primeira vez pelo químico alemão Johann L.W. Thudicum na década de 1880.  A estrutura da esfingomielina foi relatada pela primeira vez em 1927 como N-acil-esfingosina-1-fosforilcolina.  O conteúdo de esfingomielina em mamíferos varia de 2 a 15% na maioria dos tecidos, com concentrações mais altas encontradas em tecidos nervosos, glóbulos vermelhos e lentes oculares. A esfingomielina tem papéis estruturais e funcionais significativos na célula. É um componente da membrana plasmática e participa de várias vias de sinalização. O metabolismo da esfingomielina cria muitos produtos que desempenham papéis significativos na célula.